# 彼得鲁·苏杜雷亚克
彼得鲁·苏杜雷亚克（羅馬尼亞語：Petru Sudureac，1974年6月23日—），罗马尼亚男子摔跤运动员。他曾代表罗马尼亚参加世界摔跤锦标赛，获得一枚银牌。他也曾参加2000年和2004年夏季奥林匹克运动会。